# Amelia Peabody e il serpente sacro
Amelia Peabody e il serpente sacro, pubblicato in Italia anche con il titolo "Il faraone assassino", è il secondo romanzo in cui appare Amelia Peabody, personaggio che fa parte di un ciclo di 20 episodi, tutti ambientati in Egitto tra la fine del 1800 e l'inizio del 1900.
L'autrice Elizabeth Peters (pseudonimo di Barbara Louise Gross Mertz) è stata un'egittologa e i suoi romanzi narrano le vicende di Amelia, ereditiera appassionata di archeologia, e di altri personaggi che la circondano anche nei romanzi successivi.

## Trama
In questo secondo episodio delle avventure di Amelia, la protagonista è ormai sposata con Radcliffe Emerson (conosciuto nel primo romanzo Amelia Peabody e la mummia) da cinque anni ed è madre del piccolo Walter Peabody Emerson, soprannominato Ramses.
Dopo qualche anno di allontanamento dagli scavi archeologici per dedicarsi alla famiglia, Amelia e Radcliffe scoprono dai giornali della sensazionale scoperta di una nuova tomba nella Valle dei Re, in Egitto. A rendere sensazionale la notizia è anche la misteriosa morte dell'archeologo scopritore, Lord Baskerville, proprio il giorno prima dell'apertura ufficiale della tomba.
Radcliffe viene quindi ingaggiato dalla vedova di Lord Baskerville per proseguire gli scavi. Il piccolo Ramses viene affidato alle cure degli zii Evelyn e Walter (conosciuti nel primo romanzo) e la coppia Peabody-Emerson parte alla volta dell'Egitto.
Sul luogo, Radcliffe subirà alcuni attentati, altre persone verranno uccise o ferite e la minaccia della maledizione dei faraoni, caduta sui profanatori delle tombe, inizierà ad aleggiare su tutto il gruppo di archeologi.
Anche questa volta sarà la determinata Amelia a dare una svolta alle indagini!

## Edizioni
- Elizabeth Peters, Amelia Peabody e il serpente sacro, traduzione di Dario Leccacorvi, n. 2691, Il Giallo Mondadori, Segrate, Arnoldo Mondadori Editore, 27 agosto 2000.

- Elizabeth Peters, Il faraone assassino, traduzione di Dario Leccacorvi, Milano, Editrice Nord, maggio 2005,  p. 330, ISBN 978-8842913788.

- Elizabeth Peters, Il faraone assassino, traduzione di Dario Leccacorvi, n. 1141, Milano, TEA, marzo 2008,  p. 320, ISBN 978-88-502-1300-9.

- Elizabeth Peters, Il faraone assassino, traduzione di Dario Leccacorvi, Milano, TEA, 2013, ISBN 978-88-502-3143-0.